# Bulbophyllum mystax
Bulbophyllum mystax är en orkidéart som beskrevs av André Schuiteman och De Vogel. Bulbophyllum mystax ingår i släktet Bulbophyllum och familjen orkidéer. Inga underarter finns listade i Catalogue of Life.